# عبدالطالب ذکی
عبدالطالب ذکی فرزند عبدالواحد (زاده ۱۳۳۹ در قریه میانه قد، فولادی مرکز ولایت بامیان - دیر ۱۳۷۷) از فرماندهان جهادی حزب وحدت اسلامی افغانستان بود. او به مدت ۴ سال از سال۱۳۷۳ تا ۱۳۷۷ والی بامیان بود.
شهید عبدالطالب ذکی، والی سابق بامیان، مجاهد نستوه، مبارز دلیر، خدمتگزار دلسوز برای اهالی بامیان بود. شخصیتی که امروز جای خالی اش در جان یا به خوبی احساس می‌شود. وی مبارزات سیاسی و جهادی خویش را از همان آغاز کودتای کمونیستی شروع کرد. در دوران جهاد یکی از فرماندهان مؤثر در صحنه‌های نبرد در ولایت بامیان محسوب می‌شد. در سال‌های پس از جهاد نیز به عنوان یکی از شخصیت‌های تأثیرگذار درعرصه سیاستگذاری در بامیان مطرح بود.
پس از آن که شهید ذکی، در سال ۱۳۷۴ به عنوان والی بامیان منصوب گردید؛ وی از فرصت پیش آمده نهایت استفاده را برد و خدمات ارزنده ای را جهت بازسازی در ولایت بامیان انجام داد. در طول سه سال، علی‌رغم آن که بامیان از هرسو، مورد تهاجم طالبان بود؛ و مخالفت‌های از درون حکومت محلی وی با حداقل امکانات آن روز، خدمات ارزنده و قابل توجهی درعرصه‌های سازندگی و فرهنگی انجام داد، که می‌تواند الگویی خوبی برای مسئولان فعلی باشد. این خدمات یا به‌طور مستقیم با مدیریت ایشان انجام می‌شد یا وی یکی از عوامل تأثیرگذار در اجرای آن‌ها بود. اینک به موارد مهم خدمات ایشان در عرصه ای سازندگی و فرهنگی اشاره می‌گردد.

## خدمات ساخت و ساز
۱. تأسیس بازار جدید بامیان: با توجه به فرسودگی و عدم موقعیت مناسب بازار قدیم، مسئولان ولایت، در سال ۱۳۷۵ اقدام به تأسیس بازار جدید در مرکز بامیان نمودند. این پروژه در مدت زمان خیلی کوتاه، و در موقعیت بسیار مناسبی به مرحله اجراء درآمد. تا کنون که ۱۸ سال از تأسیس آن می‌گذرد، به عنوان تنها بازار بامیان مطرح است.
۲. سرک سازی در مناطق صعب العبور: پروژه سرک سازی در مناطق کوهستانی و صعب العبور بامیان، یکی از خدمات بسیار ارزنده ای ایشان بود. قبل از سرک سازی در این مناطق، حمل و نقل، رفت‌وآمد و حتی عبور و مرور اسب و الاغ، به سختی انجام می‌گردید. مردم ساکنان دور دست، از کِشت کچالو که مهم‌ترین منبع اقتصادی بامیان به حساب می‌آید، محروم بودند. بخش عمده ای این سرک سازی‌ها، در مناطق ذیل انجام شد:
الف) دره فولادی: سرک دره فولادی از مسیرهای مختلف به کوه بابا وصل گردید. در دره سیاله یک، از کوتل عزیز تا دشت پخته بلاغ، و کمتی تا آخر سرک سازی شد. هم چنین سرک ذکریا از دو مسیر کتوک و بند جمیل به کوه بابا وصل گردید. در دره قاضان سرک سازی از گندم شاه شروع، و به دشت سیاخر بلاغ و قاضان و نوروزی منتهی گردید.
ب) دره سادات: سرک دره سادات از دو مسیر بامسرای و خولنکاش به جوکار و در نهایت به کوه بابا وصل گردید. بدین ترتیب، قریه خولنکاش، دالک و جوکار از این نعمت بهره‌مند شدند. هم چنین پروژه سرک سازی در دره چپدره، از قریه ده هزاره شروع و تا آخر سرقُل چپدره منتهی شد.
ج) دره دُکانی: پروژه سرک سازی دره دُکانی از قریه کُندا شروع و از مسیر قریه اُرگاش تا آخر قریه جوزاری رسید.
د) قریه شهیدان: پروژه سرک سازی در قریه شهیدان از نعل شیره پایین شروع و به نعل شیره بالا تا منطقه دروازه انجام شد. هم چنین سرک سازی در قریه لدو انجام شد. در دره خوش دره، پروژه سرک سازی تا آخر جیم قلعه انجام شد. سرک کوتل اقرباط که از مناطق مهم و کوهستانی مرکز بامیان و در نزدیکی شهیدان است، نیز بازسازی و تعمیر گردید.
البته پروژه سرک سازی به همین چند مورد ختم نمی‌شود؛ ایشان در این زمینه کارهای مهم دیگری نیز انجام دادند. از جمله بازار جدید بامیان را از مسیر خیلی کوتاه به دهانه ای دره فولادی و دشت عیسی خان را از مسیر خیلی کوتاه به منطقه ترناوه وصل نمود. هم چنین سرک دشت عیسی خان را که قبلاً تا دشت سید بود، تا انتهاء دشت عیسی خان به پیش برد.
۳. ساخت میدان هوایی شیبرتو: هرچند هزینه مالی این پروژه، از جای دیگر تأمین می‌گردید؛ ولی کار اجرای آن، به عهده ای ایشان بود. با مدیریت و تلاش ایشان، این پروژه در زمان خیلی کوتاه و به مدت ۲۴ روز به پایان رسید.

## خدمات فرهنگی
ایشان در عرصه ای فرهنگی نیز با همکاری اهالی محل، و افراد خیّر، کارهای مهمی را انجام دادند.
1. تأسیس مکتب شیرین هزاره: این مکتب در موقعیت بسیار مهم دره فولادی قرار دارد. در شرایطی که هیچ مکتب دخترانه در مرکز بامیان وجود نداشت و مکتب نسوانِ چونی نیز کاملاً به صورت تعطیل درآمده بود، با راه اندازی این مکتب، زمینه تعلیم و تربیت بانوان، که قشر مهم جامعه را تشکیل می‌دهند، فراهم شد.
2. تأسیس مکتب خولنکاش: این مکتب که از سوی اهالی خولنکاش و افراد خیّر راه اندازی گردید؛ شیخ ذکی نیز در تأسیس آن نقش عمده ای داشت. این مکتب، به دلیل مدیریت خوب، معلمان دلسوز و باتجربه و شاگردان علاقه‌مند و مستعد، از همان آغاز تأسیس، یکی از مهم‌ترین مکاتب در مرکز بامیان محسوب می‌شود و سالانه شاگردان زیادی از این مکتب فارغ می‌گردند.
3. مکتب رابعه بلخی: این مکتب در منطقه چونی تأسیس گردید؛ اما در دوران حکومت کرزی به دلیل تأسیس مکاتب دخترانه در مناطق دیگر، به صورت تعطیل درآمد.

## سایر خدمات
والی سابق بامیان، در زمینه پزشکی، با همکاری مردم و افراد خیّر بامسرای، به منظور انجام کارهای صحی و طبی در دره سادات تأسیس نمود. این کلینیک تا هنوز در حال فعالیت‌های طبی است. در زمینه ای امنیت اخلاقی نیز تلاش‌های زیادی انجام داد. با افرادی که به امنیت و نظم جامعه اخلال ایجاد می‌کرد، برخورد قاطعی داشت. هم چنین به پروژه نهال شانی، اهمیت زیادی قایل بود. علاوه بر آن که مردم را به این امر، تشویق می‌کرد، به صورت رایگان، نهال در اختیار آن‌ها قرار می‌داد.
| کوه بابا مظهر آزادیش |  | شیرپرور دره فولادیش |